# Антуан Лакруа
Антуан Франсуа Альфред Лакруа (4 лютого, 1863 — 12 березня, 1948) — французький мінералог та геолог, іноземний член (англ. Foreign Member) Лондонського королівського товариства.

## Життєпис
Народився у Маконі, Сона і Луара, Франція.
У 1889 році він здобув ступінь доктора наук (D. Sc.) у Парижі, як студент Фердинанда Андре Фуке. Фуке погодився допомогти студентові із завершенням навчання лише за умови, що Лакруа одружиться з його дочкою. У 1893 році Лакруа став професором мінералогії у Саду рослин в Парижі, а в 1896 році — директором мінералогічної лабораторії у елітній дослідній установі École des Hautes Études.
Особливу увагу він приділяв мінералам, пов'язаним із вулканічними феноменами та магматичними породами, наслідкам метаморфізму, а також підземним мінеральним жилам у різних частинах світу, а найбільше — у Піренеях. У своїх численних публікаціях в наукових журналах він описував мінералогію та петрологію Мадагаскару, а також опублікував складну та вичерпну працю на тему вивержень у Мартиніці,La Montagne Pele et ses éruptions (1904).
Він також випустив важливий науковий твір під назвою Mineralogie de la France et de ses Colonies (1893–1898), а також інші наукові роботи, над якими він працював спільно із Огюстом-Мішелем Леві. Антуан Лакруа був президентом відділу вулканології (1922–1927) Міжнародної спілки геодезичних та геофізичних наук. У 1904 році він став членом Французької академії наук. А в 1930 році його нагородили медаллю Пенроуза.